# Санта Катарина (острво)
Острво Санта Катарина (португалски: Ilha de Santa Catarina) је острво у Бразилској држави Санта Катарина. Острво покрива 523 km² и на њему се налази главни град државе, Флоријанополис. Са копном, острво је повезано са три моста. Острво је познато по изврсним плажама.